# Sabah Baku
Sabah FK – azerski klub piłkarski, mający siedzibę w stolicy kraju, mieście Baku. 

## Historia
Chronologia nazw:
- 1967: Vatan FK
- 2017: Sabah FK

Klub piłkarski Sabah został założony w Baku latem 2017 roku. Wcześniej od 1967 funkcjonowała w klubie Vatan szkoła piłkarska, 7 drużyn której (od U-10 do U-16) uczestniczyły w mistrzostwach kraju. W sezonie 2017/18 zespół startował w Birinci Divizionu, w której zajął piąte miejsce, jednak zwycięzca ligi Xəzər Baku nie otrzymał licencji na awans i tylko Sabah został promowany do Premyer Liqası. W sezonie 2018/19 zespół debiutował w rozgrywkach najwyższej ligi.

## Sukcesy

### Trofea międzynarodowe
Nie uczestniczył w rozgrywkach europejskich (stan na 31-05-2018).

### Trofea krajowe
| \| \| Zdobyte trofea w rozgrywkach Azerbejdżanu (stan na: 23-06-2024) \| |                                                                 |      |          |
| Rozgrywki                                                                | Osiągnięcie                                                     | Razy | Sezon(y) |
| Mistrzostwo                                                              | I miejsce                                                       | 0    |          |
| Mistrzostwo                                                              | II miejsce                                                      | 1    | 2022/23  |
| Mistrzostwo                                                              | III miejsce                                                     | 1    | 2023/24  |
| Puchar                                                                   | zdobywca                                                        | 1    | 2024/25  |
| Puchar                                                                   | finalista                                                       | 0    |          |
| Puchar                                                                   | 1/8 finału                                                      | 1    | 2017/18  |
| II liga                                                                  | I miejsce                                                       | 0    |          |
| II liga                                                                  | II miejsce                                                      | 0    |          |
| II liga                                                                  | III miejsce                                                     | 0    |          |
| II liga                                                                  | 5.miejsce                                                       | 1    | 2017/18  |
| Azerbejdżan                                                              | Zdobyte trofea w rozgrywkach Azerbejdżanu (stan na: 23-06-2024) |      |          |

## Stadion
Klub rozgrywa swoje mecze domowe na stadionie Əlincə Arena w miejscowości Masazır w rejonie Abşeron, który może pomieścić 13000 widzów.

## Europejskie puchary
Legenda do wszystkich tabel:
- Q – runda eliminacyjna, 1/16, 1/8, 1/4, 1/2 – odpowiednia faza rozgrywek, Grupa – runda grupowa, 1r gr – pierwsza runda grupowa, 2r gr – druga runda grupowa, F – finał, R – runda, PO – play-off
- k. – rzuty karne, los. – losowanie, Dogr. – dogrywka, w. – zasada bramek strzelonych na wyjeździe

| Sezon   | Rozgrywki               | Runda | Klub                   | Dom | Wyjazd | Ogólnie     |
| ------- | ----------------------- | ----- | ---------------------- | --- | ------ | ----------- |
| 2023/24 | Liga Konferencji Europy | 2Q    | FK RFS                 | 2–1 | 2–0    | 4–1         |
| 2023/24 | Liga Konferencji Europy | 3Q    | Partizan               | 2–0 | 0–2    | 2–2, k: 4–5 |
| 2024/25 | Liga Konferencji Europy | 2Q    | Maccabi Hajfa          | 3–6 | 3–0    | 6–6, k: 3–2 |
| 2024/25 | Liga Konferencji Europy | 3Q    | St. Patrick’s Athletic | 0–1 | 0–1    | 0–2         |
| 2025/26 | Liga Europy             | 1Q    | NK Celje               | 2–3 | 3–3    | 5–6, Dogr.  |
| 2025/26 | Liga Konferencji        | 2Q    | Petrocub Hîncești      | 4–1 | 2–0    | 6–1         |
| 2025/26 | Liga Konferencji        | 3Q    | Lewski Sofia           | 0–2 | 0–1    | 0–3         |